# Antonín Gottwald (politik)
Antonín Gottwald, též Antonín Gottvald (21. září 1907 Střelice u Litovle – ???), byl český a československý politik Československé sociální demokracie a poválečný poslanec Prozatímního a Ústavodárného Národního shromáždění.

## Biografie
V meziválečném období byl členem agrární strany, po válce přestoupil k sociální demokracii. V roce 1946 se uvádí jako rolník a krajský tajemník, bytem Střelice.
V letech 1945-1946 byl poslancem Prozatímního Národního shromáždění za ČSSD. Poslancem byl do parlamentních voleb v roce 1946. Po nich se stal poslancem Ústavodárného Národního shromáždění, opět za sociální demokraty. Zde zasedal až do voleb do Národního shromáždění roku 1948.